# Ophrys notabilis
Ophrys notabilis är en orkidéart som beskrevs av Jany Renz och Gerd Taubenheim. Ophrys notabilis ingår i ofryssläktet, och familjen orkidéer. Inga underarter finns listade i Catalogue of Life.